# Kuhlhasseltia gilesii
Kuhlhasseltia gilesii är en orkidéart som beskrevs av Paul Ormerod. Kuhlhasseltia gilesii ingår i släktet Kuhlhasseltia och familjen orkidéer. Inga underarter finns listade i Catalogue of Life.